# فيفيانا تشافيز
فيفيانا تشافيز (بالإسبانية: Viviana Chávez)‏ هي منافسة ألعاب القوى أرجنتينية، ولدت في 28 مايو 1987 في Astica ‏ في الأرجنتين.

## وصلات خارجية
- فيفيانا تشافيز على موقع الاتحاد الدولي لألعاب القوى (الإنجليزية)
- فيفيانا تشافيز على موقع أوليمبيديا (الإنجليزية)
- فيفيانا تشافيز على موقع اللجنة الأولمبية الأرجنتينية (الإسبانية)